# Manguinhos (Serra)
Manguinhos é balneário bucólico, conhecido por sua pequena vila de pescadores, situada no município da Serra, a cerca de 20 km de Vitória, no estado do Espírito Santo.
O ponto de encontro do balneário é uma praça no centro mais antigo do povoado, onde há uma feira de artesanato e culinária (fins de semana e feriado), e onde  ocorrem os principais shows e eventos. Dentre estes eventos, os mais conhecidos são a Festa de São Sebastião (Janeiro), o Banho de Mar à Fantasia (no Carnaval), Manguinho´s Jazz & Blues Festival (festival de música) e Manguinhos Gourmet (festival gastronômico.).
Manguinhos também conta com vários restaurantes que atendem os turistas e nativos, tradicionalmente especializados na culinária capixaba (moquecas capixabas e outros pratos típicos).
Na praça também há um local para a venda de pescado, assim que chegam de pequenos barcos pesqueiros. Este fica abaixo de grandes e sombrosas castanheiras.
Antigamente possuía vários quiosques ao longo das praias e uma via que dava acesso a carros. Com a revitalização, os quiosques foram retirados e a rua foi substituída por um calçadão exclusivo para pedestres, ficando apenas os restaurantes que atendem a região. Essa mudança contribuiu para que o local preserve o bucolismo das praias (Chaleirinha, Prainha e Ponta dos Fachos).
Em 2015, a preocupação ambiental em relação à preservação da restinga levou ao isolamento de alguns trechos da orla.